# Арі Натан
Арі Натан (англ. Ari Nathan; нар. 31 серпня 1972) — колишній американський тенісист.
Найвищу одиночну позицію світового рейтингу — 540 місце досяг 22 травня 1995, парну — 166 місце — 24 липня 1995 року.

## Титули на челленджерах

### Парний розряд: (1)
| Ранг | Дата            | Турнір               | Покриття | Партнер     | Суперники                  | Рахунок  |
| ---- | --------------- | -------------------- | -------- | ----------- | -------------------------- | -------- |
| 1.   | 18 вересня 1994 | Сеул, Південна Корея | Тверде   | Білл Барбер | Оскар Ортіс Лоренс Тілеман | 7–6, 6–2 |